# 4988 Chushuho
4988 Chushuho è un asteroide della fascia principale. Scoperto nel 1980, presenta un'orbita caratterizzata da un semiasse maggiore pari a 2,4063871 UA e da un'eccentricità di 0,2136535, inclinata di 2,12952° rispetto all'eclittica.